# 神谷幸之助
神谷 幸之助（かみたに こうのすけ、1957年 - ）は、日本のクリエイティブ・ディレクター、コピーライター、CMプランナー。鳥取県生まれ。石破茂は幼稚園からの幼馴染。

## 経歴
鳥取県立鳥取西高等学校、成蹊大学工学部機械工学科卒業。ローレルバンクマシンにエンジニアとして入社するも、僅か5か月で退社。宣伝会議のコピーライター養成講座を受講し、広告界へ転身。広告制作会社SDG、東急エージェンシーインターナショナル（現・フロンテッジ）、電通、ワイデン＋ケネディ トウキョウなどを経て、2008年に仲畑貴志の新会社・株式会社ナカハタ設立に参加。

## 主な作品
ファイザー
　　舘ひろし　禁煙キャンペーン
　　　「タバコはやめるのではなく 治すのだ」
　　　「禁煙に成功した男 」
　　　「軍団禁煙」
キリンビール
　　本格辛口麦　「嵐を呼ぶ男」
アデランス
あいおいニッセイ同和
　「元気を出して」
MS&AD／三井住友海上
　　「three」
　　「beginning」
SUBARU（EXIGA）
NIKE
　　どこまで行けるか。部活キャンペーン
　　　「田臥勇太 “yuta tabuse"」
　　　「部活行かなくちゃ “gotta go”」
　　　「いつもの朝 “any other morning”」
　　その他NIKE
　　　「松坂大輔 “enjoy the pressure”」
　　　「松坂大輔2012 “upgrade”」
　　　「走れ大槌走友会」
KUMON
TAKATA
トヨタ自動車
　　トヨタエコプロジェクト
　　　「EGOからECOへ」
　　　「おとなはいいよね」
　　　「ECO NEWS」
タイ国際航空
　　　「タイは若いうちに行け」
日本サッカー協会「日本を青く塗りつぶせ」
石川島播磨重工(現IHI)
など代表作にはブランド広告が多い。

## 受賞歴
1986: 東京コピーライターズクラブTCC最高賞／クリエイター・オブ・ザ・イヤー特別賞／カンヌ国際広告賞メディアライオンほか受賞多数